# Paese nero

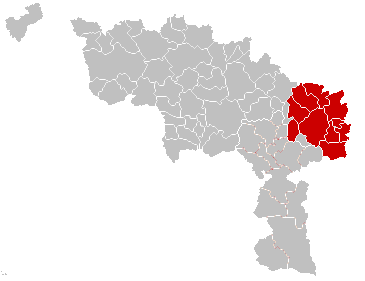
Il "Paese nero", in una cartina che rappresenta la provincia di Hainaut

Il Paese Nero (Pays Noir) o Paese di Charleroi (Pays de Charleroi) è una denominazione volta ad indicare una vasta area appartenente alla provincia di Hainaut, nel sud del Belgio.

## Geografia

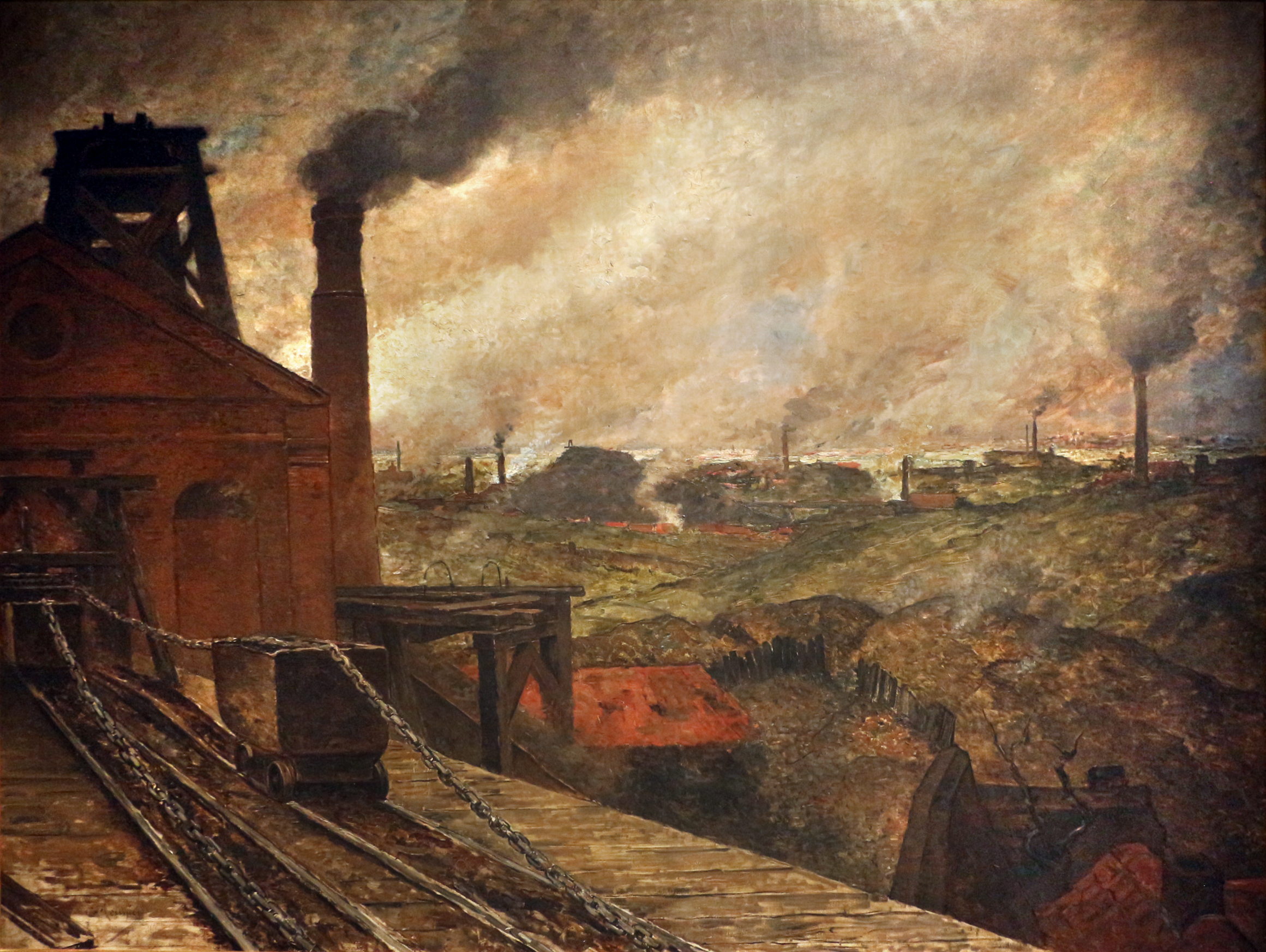
Al Paese nero, Constantin Meunier, circa 1893

Ad ovest, il Paese nero confina con Centre, attorno al comune di La Louvière. Geologicamente, la regione, come le altre aree d'estrazione carbonifera in Belgio, confina con la parte nord del Massiccio scistoso renano.

## Lista comuni appartenenti
Di seguito, la lista dei comuni appartenenti:
- Charleroi
- Châtelet
- Courcelles
- Farciennes
- Fleurus
- Fontaine-l'Évêque
- Gerpinnes
- Les Bons Villers
- Pont-à-Celles